# Hufe (Bergisch Gladbach)
Hufe ist ein Ortsteil im Stadtteil Katterbach in Bergisch Gladbach.

## Geschichte
Hufe ist ein mittelalterlicher Siedlungsname, der erstmals 1460 in der Form dei Hove erwähnt wurde und im Urkataster als In der Hoven verzeichnet ist. Die im Hochmittelalter angelegte Hofstelle ist vermutlich mit der Hufe identisch, die dem Kloster Dünnwald 1160 von dem Kölner Dompropst Adelhelm übertragen war. 1803 kam der Hof durch die Säkularisation in private Hände.
Die Topographia Ducatus Montani des Erich Philipp Ploennies, Blatt Amt Porz, belegt, dass der Wohnplatz 1715 als gemeiner Hof kategorisiert wurde und mit Hufen bezeichnet wurde.
Carl Friedrich von Wiebeking benennt die Hofschaft auf seiner Charte des Herzogthums Berg 1789 als Hufen. Aus ihr geht hervor, dass Hufe zu dieser Zeit Teil der Honschaft Paffrath im gleichnamigen Kirchspiel war.
Unter der französischen Verwaltung zwischen 1806 und 1813 wurde das Amt Porz aufgelöst und Hufe wurde politisch der Mairie Gladbach im Kanton Bensberg zugeordnet. 1816 wandelten die Preußen die Mairie zur Bürgermeisterei Gladbach im Kreis Mülheim am Rhein. Mit der Rheinischen Städteordnung wurde Gladbach 1856 Stadt, die dann 1863 den Zusatz Bergisch bekam.
Der Ort ist auf der Topographischen Aufnahme der Rheinlande von 1824 als Hufe und auf der Preußischen Uraufnahme von 1840 als In den Hoven verzeichnet. Ab der Preußischen Neuaufnahme von 1892 ist er auf Messtischblättern regelmäßig als Hufe oder ohne Namen verzeichnet. 
Aufgrund des Köln-Gesetzes wurde die Stadt Bensberg mit Wirkung zum 1. Januar 1975 mit Bergisch Gladbach zur Stadt Bergisch Gladbach zusammengeschlossen. Dabei wurde auch Hufe Teil von Bergisch Gladbach.
| Jahr | Einwohner | Wohn- gebäude | Kategorie    | Bemerkung  |
| ---- | --------- | ------------- | ------------ | ---------- |
| 1822 | 4         |               | Hofstelle    | Hoven gen. |
| 1830 | 6         |               | Hofstelle    | Hoven gen. |
| 1845 | 6         | 1             | Ackergütchen | Hoven gen. |
| 1871 | 14        | 2             | Hofstelle    |            |
| 1885 | 9         | 1             | Wohnplatz    |            |
| 1895 | 8         | 1             | Wohnplatz    |            |
| 1905 | 6         | 1             | Wohnplatz    |            |

Daneben ist der Hufer Weg 1905 als eigenständiger Wohnplatz mit sieben Einwohnern in einem Gebäude verzeichnet, siehe Weidenbusch.

## Etymologie
Der Name Hufe stellt hier ein mittelalterliches Landmaß dar, das eine Fläche von 50–60 Morgen (Kölnische Hufe) bezeichnete. Eine weitere Quelle besagt, dass je nach Gegend und Qualität des Bodens eine Hufe eine Ausdehnung von rund 55.000 bis 270.000 m² hatte.